# Mesochorus holmgreni
Mesochorus holmgreni là một loài tò vò trong họ Ichneumonidae.